# Miroslava Bugarska
Miroslava (bugarski: Мирослава) bila je jedna od kćeri cara Samuila Bugarskog i Agate. Princeza Miroslava se zaljubila u bizantskog zarobljenika Ašota Taronitesa (koji je bio armenskog podrijetla) te je prijetila da će se ubiti ako joj ne bude dopušteno udati se za njega. Samuilo je popustio te je učinio Ašota guvernerom Drača.
Ašot je stupio u kontakt s lokalnim Grcima i utjecajnim Ivanom Chryseliosom, Samuilovim tastom. Ašot i Miroslava su se ukrcali na bizantski brod te pobjegli u Carigrad, gdje je car Bazilije II. dao Ašotu titulu magistrosa, dok je Miroslava dobila titulu zoste patrikia.